# Please Let Me Wonder
«Please Let Me Wonder» es una canción escrita por Brian Wilson y Mike Love para la banda The Beach Boys. Esta canción es el lado B del sencillo "Do You Wanna Dance?" lanzado por The Beach Boys en 1965 por el sello Capitol Records. La canción es la primera que aparece en el año 1965 en el álbum Today!. La canción alcanzó el puesto 85 en Cash Box.
Según en la letra, da a entender que la chica del relator ama a otra persona, ya que le pregunta temblorosamente, si ella, lo ama a él, si ella sueña con él. También dice él planificó todos sus sueños en torno a ella.

## Créditos
The Beach Boys
- Brian Wilson - voz principal
- Carl Wilson - vocal
- Dennis Wilson - vocal
- Al Jardine - vocal
- Mike Love - vocal

Músicos de sesión
- Glen Campbell - guitarra
- Steve Douglas - saxofón
- Plas Johnson - saxofón
- Carol Kaye - bajo eléctrico
- Barney Kessel - guitarra
- Jack Nimitz - saxofón
- Earl Palmer - batería, timbales
- Don Randi - piano, órgano eléctrico
- Billy Lee Riley - armónica
- Billy Strange - guitarra
- Jerry Williams - vibráfono, timpani